# Кумызынай
Кумызына́й (каз. Қымызынай) — село в Бурабайском районе Акмолинской области Казахстана. Входит в состав Зеленоборского сельского округа. Код КАТО — 117049500.

## География
Село расположено в северо-восточной части района, на расстоянии примерно 24 километров (по прямой) к северо-востоку от административного центра района — города Щучинск, в 9 километрах к северо-востоку от административного центра сельского округа — села Зелёный Бор.
Абсолютная высота — 306 метров над уровнем моря.
Ближайшие населённые пункты: село Жанаталап — на востоке, село Зелёный Бор — на юго-западе.

## Население
В 1989 году население села составляло 273 человек (из них казахи — основное население).
В 1999 году население села составляло 323 человека (158 мужчин и 165 женщин). По данным переписи 2009 года, в селе проживало 276 человек (139 мужчин и 137 женщин).
| Численность населения | Численность населения | Численность населения |
| 1989                  | 1999                  | 2009                  |
| --------------------- | --------------------- | --------------------- |
| 273                   | ↗323                  | ↘276                  |

## Улицы
- ул. Абая Кунанбаева[5]